# Lascov
Lascov est un village de Slovaquie situé dans la région de Prešov.

## Histoire
Première mention écrite du village en 1370.

## Démographie

### Évolution de la population
| Année:               | 1994. | 2004.   | 2014.   | 2024.   |
| -------------------- | ----- | ------- | ------- | ------- |
| Nombre de personnes: | 488   | 530     | 560     | 604     |
| Différence:          |       | +8,60 % | +5,66 % | +7,85 % |

| Année:               | 2023. | 2024.   |
| -------------------- | ----- | ------- |
| Nombre de personnes: | 597   | 604     |
| Différence:          |       | +1,17 % |